# Tampon
Tampon je higijenski proizvod dizajniran za upijanje krvi i vaginalnih sekreta umetanjem u rodnicu tijekom menstruacije. Za razliku od menstrualnih uložaka, on se postavlja unutar vaginalnog kanala. Nakon što je pravilno umetnut, tampon ostaje u rodnici i širi se usisavajući menstrualnu krv. No, osim menstrualne krvi, tampon apsorbira i prirodni sekret rodnice i bakterije koje mogu promijeniti prirodni pH, povećavajući rizik od infekcija bakterijom Staphylococcus aureus što može dovesti do sindroma toksičnog šoka (STS). STS je rijetka, ali po život opasna infekcija koja zahtijeva hitnu medicinsku pomoć.
Većina tampona koji se prodaju izrađeni su od umjetne kože ili mješavine umjetne kože i pamuka, miješanog sa sintetičkim vlaknima. Neki tamponi izrađeni su od organskog pamuka.
Nekoliko zemalja zakonski regulira tampone kao medicinska sredstva. U Sjedinjenim Američkim Državama Uprava za hranu i lijekove (FDA) smatra ih medicinskim proizvodom klase II. Ponekad se koriste za hemostazu u kirurgiji.

## Dizajn i pakiranje
Dizajn tampona razlikuje se ovisno o proizvođaču, a među različitim proizvodnim linijama u ponudi su razni aplikatori, materijali i upijajuće tvari. Ovisno o načinu umetanja postoje dvije glavne kategorije tampona - tamponi koji se umeću prstom i tamponi s aplikatorom. Aplikatori za tampone mogu biti izrađeni od plastike ili kartona, a dizajnom su slični štrcaljki. Aplikator se sastoji od dvije cijevi, "vanjske" i "unutarnje" cijevi ili klipa. Vanjska cijev ima glatku površinu za lakše umetanje, a ponekad dolazi sa zaobljenim krajem.
Postoje razlike u načinu na koji se tamponi šire tijekom upotrebe: tamponi s aplikatorom općenito se šire aksijalno (povećanje duljine) dok će se tamponi koji se umeću rukom širiti radijalno (povećanje promjera). Većina tampona ima vezicu za uklanjanje. Tamponi u prodaji izrađeni su od umjetne kože ili mješavine umjetne kože i pamuka, oni od organskog pamuka sadrže samo 100%-tni pamuk. Mogu biti također mirisni ili bez mirisa.
Ocjene upijanja izvan SAD -a mogu biti različite. Većina proizvođača koji nisu iz SAD-a koriste ocjenu upijanja i Kodeks prakse koji preporučuje EDANA (Europska udruga za jednokratnu upotrebu i netkane materijale).

### Testiranje
Komad ispitne opreme koji se naziva Syngyna (kratica za sintetička rodnica) obično se koristi za ispitivanje upijanja. Stroj koristi prezervativ u koji je umetnut tampon, a sintetička menstrualna tekućina se dovodi u ispitnu komoru.
Feministički medicinski stručnjaci razvili su novi način testiranja nakon krize sa sindromom toksičnog šoka (TSS) i koristili su krv - umjesto industrijske standardne fiziološke otopine - kao testni materijal.

### Označavanje
FDA zahtijeva od proizvođača da izvrši ispitivanje upijanja kako bi se utvrdila ljestvica upijanja putem Syngyna metode ili drugih metoda koje je odobrila FDA. Proizvođač je također dužan na naljepnicu pakiranja unijeti razinu upijanja i referencu u skali upijanja kao pomoć potrošačima i potrošačicama u odabiru pravog proizvoda i izbjegavanju komplikacija STS-a. FDA također nalaže da na naljepnici pakiranja stoji sljedeća izjava o povezanosti tampona i TSS-a: "Pažnja: tamponi su povezani sa sindromom toksičnog šoka (STS). STS je rijetka, ali ozbiljna bolest koja može uzrokovati smrt. Pročitajte i spremite priložene informacije."
Takve smjernice za označavanje pakiranja blaže su kada su u pitanju tamponi kupljeni na automatima. primjerice, tamponi koji se prodaju u automatima za prodaju ne zahtijevaju da FDA sadrži oznake kao što su ocjene upijanja ili podaci o STS -u.

### Troškovi
Prosječna žena može tijekom života iskoristiti približno 11 400 tampona (ako koristi samo tampone). Općenito, troškovi kutije tampona kreću se od 6 do 10 USD (38,4 do 64 HRK) i imaju 12 do 40 tampona po kutiji. Tako bi osobe mogle koristiti oko 9 kutija godišnje, što bi dovelo do ukupnih troškova između 54 i 90 USD godišnje (oko 375 do 576 HRK).
"Menstrualnim siromaštvom" aktivistkinje nazivaju problem kojega imaju djevojke i žene kada si ne mogu priuštiti menstrualne proizvode.

## Zdravstveni aspekti

### Sindrom toksičnog šoka
Sindrom toksičnog menstrualnog šoka (mTSS) životno je opasna bolest koja je najčešće uzrokovana infekcijom stafilokokom aureusom koji proizvodi superantigen. Superantigen toksin koji se izlučuje kod infekcija S. aureus je TSS Toksin -1 ili TSST -1. Incidencija se kreće od 0,03 do 0,50 slučajeva na 100.000 ljudi, s ukupnom smrtnošću oko 8%. Znakovi i simptomi mTSS-a uključuju groznicu (veću ili jednaku 38,9° C), osip, ljuštenje kože, hipotenziju (sistolički krvni tlak manji od 90 mmHg) i zahvaćenost više sustava organa (najmanje tri sustava), poput probavnih komplikacija (povraćanje), učinaka na središnji živčani sustav (CNS) (dezorijentacija) i mijalgiju.
Sindrom toksičnog šoka nazvao je dr. James K. Todd 1978. Dr. Philip M. Tierno Jr., direktor kliničke mikrobiologije i imunologije u Medicinskom centru NYU Langone, pomogao je u utvrđivanju da tamponi stoje iza slučajeva sindroma toksičnog šoka (TSS) početkom 1980 -ih. Tierno okrivljuje uvođenje tampona veće apsorpcije napravljenih od rajona 1978. godine, kao i relativno nedavnu odluku proizvođača da preporučuju nošenje tampona tijekom noći, zbog porasta slučajeva TSS-a. Međutim, kasnija meta-analiza otkrila je da sastav materijala tampona nije izravno povezan s učestalošću sindroma toksičnog šoka, dok je sadržaj kisika i ugljičnog dioksida pri uzimanju menstrualne tekućine snažnije povezan.
Godine 1982. pokrenut je slučaj Kehm v. Proctor & Gamble, gdje je obitelj Patricije Kehm tužila Procter & Gamble za njenu smrt 6. rujna 1982. zbog smrti od TSS -a, a korstila je tampone marke Rely. Slučaj je bio prvi uspješan slučaj protiv tvrtke. Procter & Gamble platio je 300.000 dolara kompenzacijske štete obitelji Kehm. Ovaj se slučaj može pripisati povećanju broja propisa i ispitivanja sigurnosnih protokola za trenutne zahtjeve FDA -e.
Neki identificirani čimbenici rizika za razvoj TSS-a uključuju nedavni porod i porođaj, upotrebu tampona, nedavnu infekciju stafilokokom, nedavnu operaciju i strana tijela u tijelu.
FDA predlaže sljedeće smjernice za smanjenje rizika od dobivanja TSS-a pri upotrebi tampona:
- Odaberite najmanju upijajuću razinu potrebnu za protok (test upijanja odobrila je FDA)
- Slijedite upute i smjernice za umetanje i upotrebu tampona (nalaze se na naljepnici kutije)
- Mijenjajte tampon barem svakih 6 do 8 sati ili češće ako je potrebno
- Naizmjenična upotreba tampona i uložaka
- Izbjegavajte korištenje tampona preko noći ili dok spavate
- Povećati svijest o znakovima upozorenja o sindromu toksičnog šoka i drugim zdravstvenim rizicima povezanim s tamponom (i ukloniti tampon čim se primijeti faktor rizika)

FDA također savjetuje onima s poviješću TSS-a da ne koriste tampone i da se umjesto toga okrenu drugim proizvodima intimne higijene za upijanje i prikupljanje menstrualne krvi. Ostali dostupni proizvodi za menstrualnu higijenu uključuju uloške, menstrualne čašice, menstrualne diskove i menstrualne gaćice.
Slučajevi TSS-a povezanih s tamponima vrlo su rijetki u Velikoj Britaniji i Sjedinjenim Državama. Kontroverzna studija koju je proveo Tierno otkrila je da tamponi od pamuka će manje vjerojatno dovesti do TSS-a od tampona proizvedenih u uvjetima u kojima TSS može rasti. To je učinjeno izravnom usporedbom 20 marki tampona, uključujući konvencionalne tampone od pamuka/rajona i tampone od 100% organskog pamuka. U nizu studija provedenih nakon ove početne tvrdnje pokazalo se da su svi tamponi (bez obzira na sastav) slični po svom učinku na TSS i da tamponi napravljeni od rajona nemaju povećanu incidenciju TSS -a. Umjesto toga, tampone je potrebno odabrati na temelju minimalne ocjene upijanja potrebne za apsorpciju protoka koji odgovara pojedincu.
Morske spužve se prodaju i kao proizvodi za menstrualnu higijenu. Studija Sveučilišta u Iowi iz 1980. otkrila je da komercijalno prodane morske spužve sadrže pijesak, šljunak i bakterije. Stoga bi morske spužve također mogle uzrokovati sindrom toksičnog šoka.
Studije su pokazale neznatno veće srednje razine žive kod korisnika tampona u usporedbi s korisnicima koji nemaju tampone. Nema dokaza koji pokazuju vezu između uporabe tampona i biomarkera upale.

### Druga razmatranja

#### Izbijeljeni proizvodi
Prema istraživanju Ženske mreže za zaštitu okoliša o menstrualnim proizvodima izrađenim od drvene celuloze:
Osnovni sastojak menstrualnih uložaka je drvena pulpa, koja počinje život kao proizvod smeđe boje. Za izbjeljivanje bijele boje mogu se koristiti različiti postupci 'pročišćavanja'. Mjerljive razine dioksina pronađene su u blizini tvornica za proizvodnju celuloze za papir, gdje se klor koristio za izbjeljivanje drvne celuloze. Dioksin je jedna od najotpornijih i otrovnih kemikalija, a može uzrokovati reproduktivne poremećaje, oštećenje imunološkog sustava i rak (26). Nema sigurnih razina i taloži se u našem masnom tkivu i u našem okolišu.

#### Zagađenje mora
U Velikoj Britaniji, Društvo za očuvanje mora istraživalo je rasprostranjenost i problem plastičnih aplikatora za tampone koji se nalaze na plažama.

#### Odlaganje i ispiranje
Odlaganje tampona, posebno ispuštanjem u WC-u (na što proizvođači upozoravaju) može dovesti do začepljenja odvoda i problema s gospodarenjem otpadom.

#### Povezanost tampona i lijekova
Postoji više slučajeva u kojima je za uporabu tampona možda potreban savjet liječnika. Na primjer, kao dio Nacionalnog instituta za zdravlje, američka Nacionalna medicinska knjižnica i njezina podružnica MedlinePlus savjetuju da se ne upotrebljavaju tamponi dok se liječe bilo kojim od nekoliko lijekova koji se uzimaju vaginalnim putem, poput vaginalnih tableta i krema, jer se tamponi mogu smanjiti apsorpciju ovih lijekova u tijelu. Primjeri ovih lijekova uključuju klindamicin, terkonazol, mikonazol, klotrimazol, kada se koriste kao krema za rodnicu ili vaginalne supozitorije, kao i butokonazol krema za rodnicu.

#### Povećan rizik od infekcija
Prema Američkom društvu za transplantaciju krvi i srži (ASBMT), tamponi mogu biti odgovorni za povećan rizik od infekcije zbog erozija koje izazivaju u tkivu vrata maternice i rodnice, ostavljajući kožu sklonom infekcijama. Stoga ASBMT savjetuje primateljima hematopoetskih transplantacija matičnih stanica da ne koriste tampone tijekom terapije.

## Druge upotrebe

### Klinička upotreba
Trenutno se koriste i testiraju tamponi za obnavljanje i/ili održavanje normalne mikrobiote rodnice za liječenje bakterijske vaginoze. Neki od njih dostupni su javnosti, ali dolaze s odricanjem od odgovornosti. Učinkovitost uporabe ovih probiotičkih tampona nije utvrđena.
Tamponi su također korišteni u slučajevima vađenja zuba za smanjenje krvarenja nakon vađenja.
Trenutno se istražuju tamponi kao moguća upotreba za otkrivanje raka endometrija. Rak endometrija trenutno nema učinkovite metode pregleda raka ako pojedinac ne pokazuje simptome. Tamponi ne upijaju samo menstrualnu krv, već i vaginalne tekućine. Vaginalne tekućine apsorbirane u tamponima također bi sadržavale kancerogenu DNK, a možda bi sadržavale i prekancerozni materijal, što bi omogućilo ranije otkrivanje raka endometrija. Trenutno se provode klinička ispitivanja kako bi se procijenila uporaba tampona kao metode probira za rano otkrivanje raka endometrija.

## Okoliš i otpad
U mnogim zemljama još uvijek nedostaje odgovarajuće odlaganje iskorištenih tampona. Zbog nedostatka prakse upravljanja menstruacijom u nekim zemljama, mnogi higijenski ulošci ili drugi menstrualni proizvodi bit će odloženi u kruti kućni otpad ili kante za smeće koji na kraju postaju dio čvrstog otpada.
Pitanje koje je u osnovi upravljanja ili provedbe zbrinjavanja menstrualnog otpada je kako država kategorizira menstrualni otpad. Taj se otpad može smatrati uobičajenim otpadom iz kućanstva, opasnim otpadom iz kućanstva (koji će se morati odvojiti od rutinskog otpada u kućanstvu), biomedicinskim otpadom s obzirom na količinu krvi koju sadrži ili plastičnim otpadom s obzirom na sadržaj plastike u mnogim komercijalnim ulošcima (neki samo vanjsko kućište tampona ili uložaka).
Ekološki utjecaj varira ovisno o metodi odlaganja (bilo da se tampon ispušta u WC školjku ili stavlja u kantu za smeće - potonji je preporučena opcija). Čimbenici poput sastava tampona također će utjecati na postrojenja za pročišćavanje otpadnih voda ili preradu otpada. Prosječna upotreba tampona u menstruaciji može dodati do približno 11.400 tampona u nečijem životu (ako koriste samo tampone, a ne druge proizvode). Tamponi su izrađeni od pamuka, umjetne kože, poliestera, polietilena, polipropilena i vlakana. Osim završne obrade pamuka, umjetne kože i vlakana, ti materijali nisu biorazgradivi. Tamponi od organskog pamuka biološki su razgradivi, ali se moraju kompostirati kako bi se osiguralo da se raspadaju u razumnom vremenu. Utvrđeno je da je rajon biorazgradiviji od pamuka.
Ekološki prihvatljive alternative korištenju tampona su menstrualna čašica, higijenski ulošci za višekratnu upotrebu, menstrualne spužve, tamponi za višekratnu upotrebu i menstrualne gaćice.
Kraljevski tehnološki institut u Stockholmu proveo je usporedbu procjene životnog ciklusa (LCA) utjecaja tampona i higijenskih uložaka na okoliš. Otkrili su da je glavni utjecaj proizvoda na okoliš zapravo uzrokovan preradom sirovina, osobito LDPE -a (polietilena niske gustoće) - ili plastike koja se koristi za podlogu uložaka i aplikatora za tampone te proizvodnjom celuloze. Budući da proizvodnja ove plastike zahtijeva puno energije i stvara dugotrajni otpad, glavni utjecaj životnog ciklusa ovih proizvoda je upotreba fosilnih goriva, iako je proizvedeni otpad sam po sebi značajan.
Menstrualni materijal odložen je prema vrsti proizvoda, pa čak i na temelju kulturnih uvjerenja. To je učinjeno bez obzira na pridavanje važnosti mjestu i pravilnim tehnikama odlaganja. U nekim se područjima svijeta menstrualni otpad odlaže u zahodske jame, jer su spaljivanje i ukop bili teški zbog ograničenog privatnog prostora.

## Društvo i kultura

### Porez na tampon
"Porez na tampon" odnosi se na nedostatak statusa oslobođenog poreza koji je često prisutan za druge proizvode s osnovnom potrebom. Dano je nekoliko političkih izjava u vezi s upotrebom tampona. Godine 2000. u Australiji je uveden porez na dobra i usluge (GST) od 10%. Mazivo, kondomi, ulošci za inkontinenciju i brojni medicinski predmeti smatrani su bitnim i oslobođeni plaćanja poreza, tamponi se i dalje naplaćuju GST. Prije uvođenja GST-a, nekoliko država je također primjenjivalo porez na luksuz za tampone, po većoj stopi od GST-a. Za suprotstavljanje ovom porezu stvorene su posebne peticije, poput "Porez na tampon", no nije dovelo do promjene.
U Velikoj Britaniji tamponi podliježu nultoj stopi poreza na dodanu vrijednost (PDV), za razliku od standardne stope od 20% koja se primjenjuje na veliku većinu proizvoda koji se prodaju u zemlji. Veliku Britaniju prethodno je obvezivala EU direktiva o PDV-u, koja je zahtijevala minimalno 5% PDV-a na sanitarne proizvode. Od 1. siječnja 2021. PDV na menstrualne sanitarne proizvode iznosio je 0%.
U Kanadi je savezna vlada od 1. srpnja 2015. ukinula porez na robe i usluge (GST) i uskladila porez na promet (HST) za tampone i druge proizvode za menstrualnu higijenu.
U SAD-u, pristup proizvodima za menstruaciju, kao što su ulošci i tamponi te porezi koji se dodaju na te proizvode, također su kontroverzne teme, posebno kada su u pitanju osobe s niskim primanjima. Zakoni za oslobađanje od takvih poreza uvelike se razlikuju od države do države. Američka unija za građanske slobode (ACLU) objavila je izvješće u kojem se raspravlja o tim zakonima i navode različite smjernice kojih se institucije, poput škola, skloništa i zatvora, trebaju pridržavati pri isporuci menstrualnih proizvoda.
Izvješće ACLU-a također raspravlja o slučaju Kimberly Haven koja je bila bivša zatvorenica koja je imala histerektomiju nakon što je doživjela sindrom toksičnog šoka (TSS) zbog korištenja ručno izrađenih tampona od toaletnog papira u zatvoru. Njezino svjedočenje podržalo je zakon iz Marylanda koji ima za cilj povećati pristup menstrualnim proizvodima zatvorenicama.

### Etimologija
Povijesno gledano, riječ "tampon" potječe od srednjovjekovne francuske riječi " tampion ", što znači komad tkanine koji zaustavlja rupu.

### U popularnoj kulturi
U romanu Carrie Stephena Kinga naslovni lik je maltretirana zbog menstruacije, a vršnjaci ju bombardiraju tamponima i ulošcima.
Godine 1985. osnovan je Tampon Applicator Creative Klubs International (TACKI) za razvoj kreativne uporabe odbačenih, nerazgradivih, plastičnih ženskih higijenskih proizvoda, koje se obično nazivaju „zviždaljke na plažu“. Predsjednik TACKI-a Jay Critchley pokrenuo je svoju korporaciju kako bi razvio globalni pokret narodne umjetnosti i kućne industrije, promicao svijest o tim odbačenim predmetima izbačenim na plažama iz neispravnih kanalizacijskih sustava diljem svijeta, stvorio najveću svjetsku zbirku odbačenih plastičnih aplikatora tampona i zabranio njihovu proizvodnju i prodaju putem zakonodavnih radnji. Projekt i umjetničko djelo izvedeni su tijekom brojnih performansa i instalacija specifičnih za web lokaciju.